# District des South West Khasi Hills
Le district des South West Khasi Hills est un district de l'état du Meghalaya, en Inde.

## Géographie
Au recensement de 2011, sa population compte 110 152 habitants.
Son chef-lieu est la ville de Mawkyrwat. 